# Raión de Rozdilna
El Raión de Rozdilna (ucraniano: Роздільнянський район) es un distrito del óblast de Odesa en Ucrania. Su centro administrativo es la ciudad de Rozdilna. 
La población en el distrito en 2014 era de 58.070 habitantes. De acuerdo al censo de Ucrania de 2001, la población era 78 % ucraniana, 14 % rusa, 5 % moldava, 1 % búlgara y otro 1 % bielorrusa.
La ciudad de Lymanske y la localidad de Kuchurhan están ubicados en la parte este del distrito, limitando con la ciudad fronteriza moldava Transnistria.